# Rolando Irusta
Rolando Hugo Irusta (Buenos Aires, 1938. március 27. – 2012. január 31.) argentin labdarúgókapus.
Az argentin válogatott tagjaként részt vett az 1966-os világbajnokságon.